# Idris Saïdou
Idris Saïdou (19 dicembre 1976) è un giocatore di beach soccer francese, di ruolo difensore.